# Kanton Solesmes
Der Kanton Solesmes ist ein ehemaliger, bis 2015 bestehender französischer Wahlkreis im Arrondissement Cambrai, im Département Nord und in der Region Nord-Pas-de-Calais; sein Hauptort war Solesmes. Vertreter im Generalrat des Departements war ab 2004 Georges Flamengt.

## Gemeinden
Der Kanton Solesmes hatte 16.548 Einwohner (Stand: 1. Januar 2012).
Er bestand aus 17 Gemeinden:
| Gemeinde                  | Einwohner Jahr | Fläche km² | Bevölkerungsdichte | Code INSEE | Postleitzahl |
| ------------------------- | -------------- | ---------- | ------------------ | ---------- | ------------ |
| Beaurain                  | 217 (2013)     | –          | – Einw./km²        | 59060      | 59730        |
| Bermerain                 | 684 (2013)     | –          | – Einw./km²        | 59069      | 59213        |
| Briastre                  | 758 (2013)     | –          | – Einw./km²        | 59108      | 59730        |
| Capelle                   | 161 (2013)     | –          | – Einw./km²        | 59127      | 59213        |
| Escarmain                 | 439 (2013)     | –          | – Einw./km²        | 59204      | 59213        |
| Haussy                    | 1.544 (2013)   | –          | – Einw./km²        | 59289      | 59294        |
| Montrécourt               | 236 (2013)     | –          | – Einw./km²        | 59415      | 59227        |
| Romeries                  | 434 (2013)     | –          | – Einw./km²        | 59506      | 59730        |
| Saint-Martin-sur-Écaillon | 519 (2013)     | –          | – Einw./km²        | 59537      | 59213        |
| Saint-Python              | 962 (2013)     | –          | – Einw./km²        | 59541      | 59730        |
| Saint-Vaast-en-Cambrésis  | 893 (2013)     | –          | – Einw./km²        | 59547      | 59188        |
| Saulzoir                  | 1.752 (2013)   | –          | – Einw./km²        | 59558      | 59227        |
| Solesmes                  | 4.452 (2013)   | –          | – Einw./km²        | 59571      | 59730        |
| Sommaing                  | 390 (2013)     | –          | – Einw./km²        | 59575      | 59213        |
| Vendegies-sur-Écaillon    | 1.108 (2013)   | –          | – Einw./km²        | 59608      | 59213        |
| Vertain                   | 525 (2013)     | –          | – Einw./km²        | 59612      | 59730        |
| Viesly                    | 1.483 (2013)   | –          | – Einw./km²        | 59614      | 59271        |